# Nikolaus- und Theobaldkirche (Altentrüdingen)

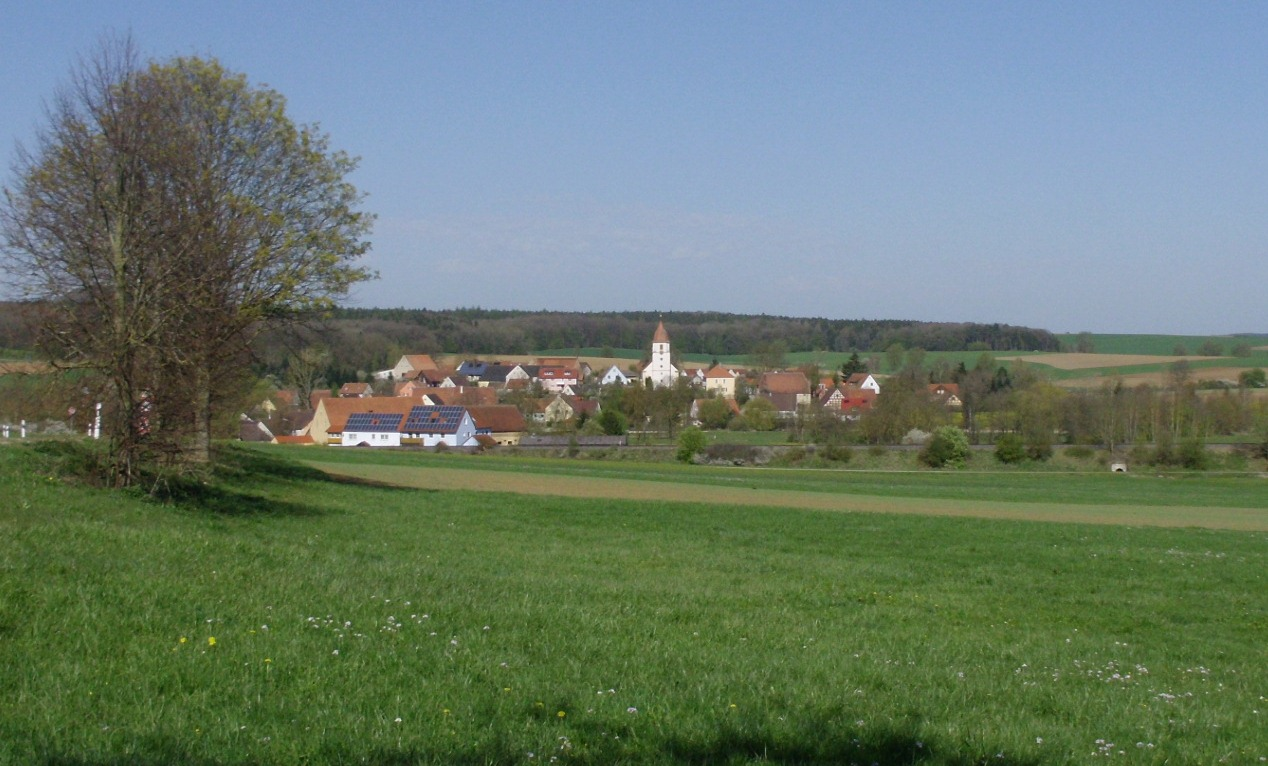
Die Kirche prägt das Ortsbild.

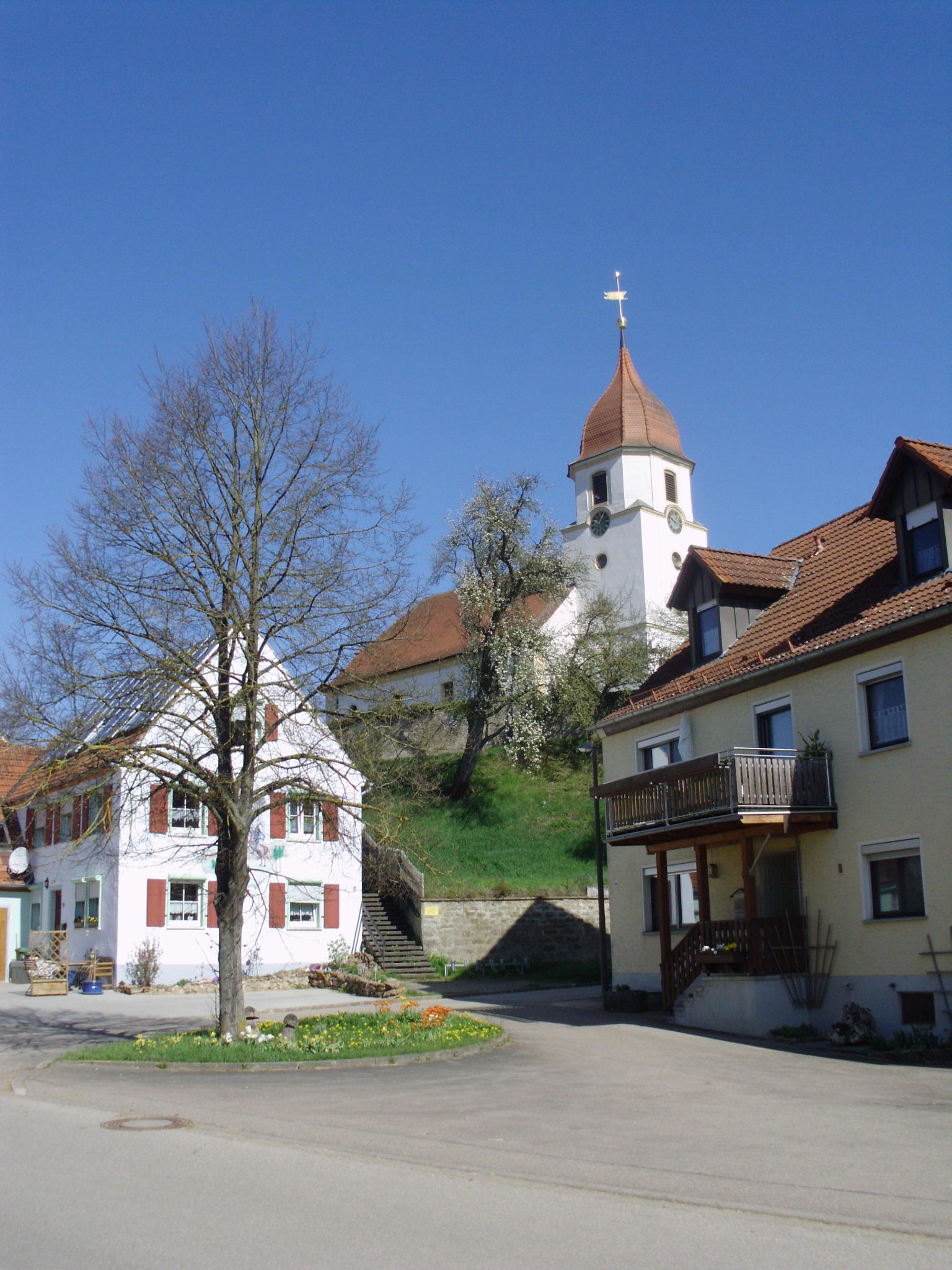
Die erhöht stehende Kirche

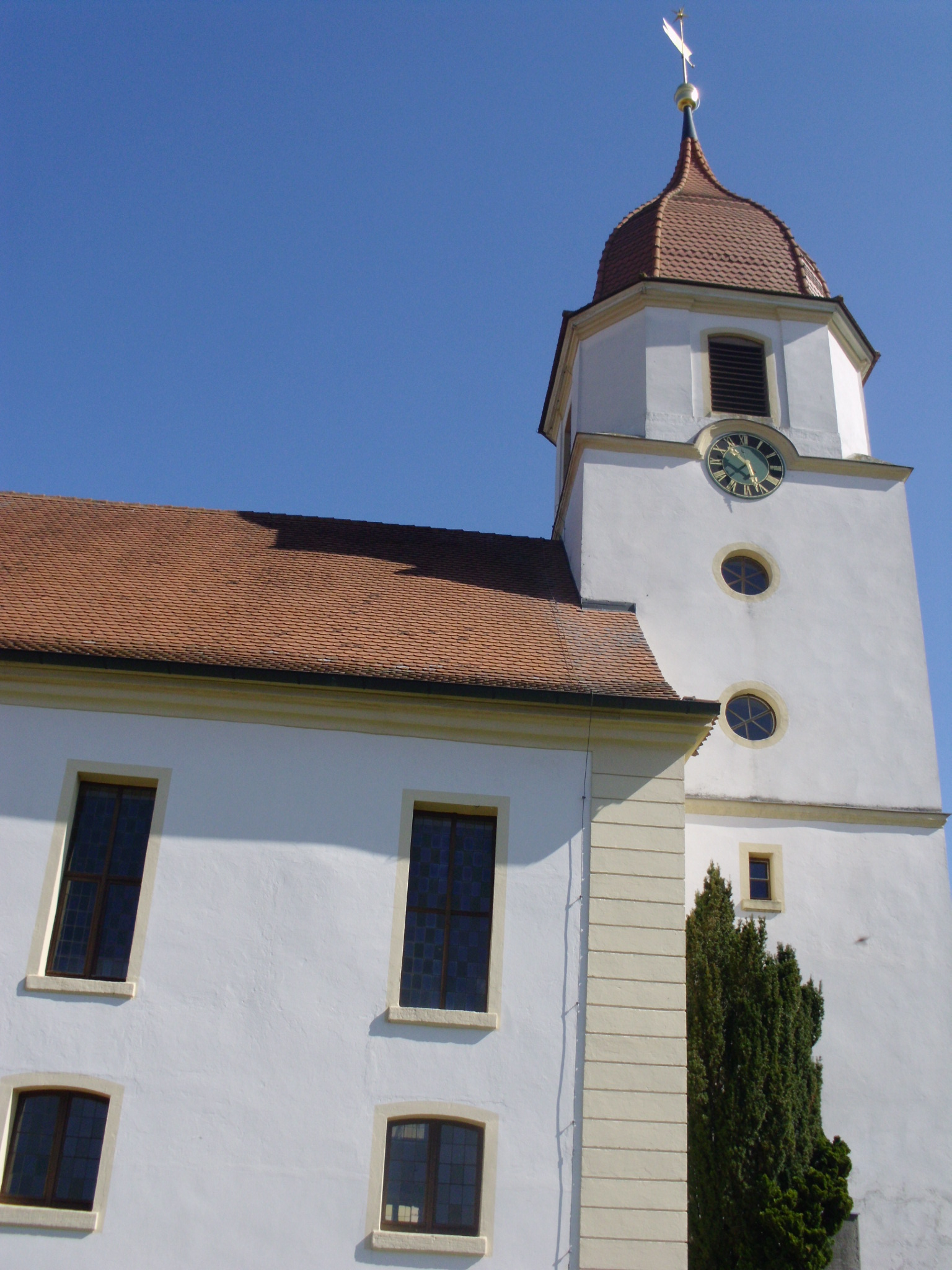
Steingrubersche Fensteranordnung

Die Nikolaus- und Theobaldkirche ist eine evangelisch-lutherische Pfarrkirche im Markgrafenstil in Altentrüdingen, einem Gemeindeteil von Wassertrüdingen im mittelfränkischen Landkreis Ansbach.

## Baugeschichte
Für 836 ist ein – wohl hölzerner – Kirchenbau erwähnt, als Benediktinermönche auf dem Weg von Italien zum Kloster Fulda mit Reliquien hier Station machten. Zwischen 1057 und 1075 weihte der Eichstätter Bischof Gundekar II. eine Nachfolgekirche; Kirchenpatron dürfte der hl. Nikolaus gewesen sein. Ein weiterer, jetzt steinerner Kirchenbau, begonnen laut erhalten gebliebenem Stifterbild 1371 in der nach 1300 verfallenen Vogteiburg der Herren von Truhendingen (Burg Altentrüdingen) im heutigen westlichen Dorfteil, erhielt das Theobald-Patrozinium. Zu dieser Zeit wurde Altentrüdingen von Lentersheim aus betreut; die Initiative zum Neubau ging vom Oettinger Kämmerer und späteren Dekan von Lentersheim, Franciscus Ainkurn von Wallerstein, aus. Es handelte sich, geht man von dem Stifterbild aus, um eine hochgotische Kleinkirche mit Spitzbogenfenstern und einem Chor, der zu fünf Achteln abschloss. Ainkurn wurde in seiner Kirche auch bestattet. Die Einführung der Reformation an dieser Kirche erfolgte durch das Fürstentum Ansbach 1528; zwei der vorreformatorischen Kunstwerke, eine Pietà und das Stifterbild mit Inschrift, haben sich im Nachfolgebau erhalten.
Dieser Nachfolgebau, die heutige Kirche, ist ein Bau des 18. Jahrhunderts, wobei Teile der mittelalterlichen Vorgängerkirche, insbesondere der Turm, weiter verwendet wurden. Für den Um- und Neubau fertigte der Ansbacher Landbauinspektor Johann David Steingruber insgesamt neun Projektpläne an, „da wegen des nahegelegenen markgräflichen Schlosses Schwaningen besondere Sorgfalt geboten schien.“ Zur Ausführung gelangte der letzte Plan vom Dezember 1764, wobei das Jahr des Baubeginns nicht überliefert ist. Angesichts leerer ansbachischer Staatskassen wurde nach dem einfachsten und sparsamsten Plan Steingrubers gebaut; der um ein Stockwerk erhöhte Turm erhielt hierbei ein leicht geschwungenes, spindelförmiges Dach. Die Einweihung als Nikolaus- und Theobaldkirche erfolgte 1771.
Eine umfassende Renovierung mit Einbau einer neuen Orgel wurde 1903/04 durchgeführt, wie eine Inschrift in der Kirche rechts vom Altar besagt.
Altentrüdingen besitzt mit dem evangelischen Pfarrhaus von 1741 und dem ehemaligen Schulhaus von 1753 zwei weitere, später veränderte Bauten Steingrubers.

## Baubeschreibung
Die Kirche steht auf einer Anhöhe 415 m ü. NN deutlich über dem Dorf; der ummauerte Kirchhof schließt den südlich und östlich der Kirche gelegenen Friedhof mit ein. Das Langhaus ist ein rechteckiger Emporensaal im Markgrafenstil von vier Achsen und dem Hauptportal an der Südwand, mit einer Flachdecke und einem Krüppelwalmdach. Die Fenster sind in zwei Geschossen angeordnet, die unteren, kleineren Fenster sind stichbogig, die oberen, größeren rechteckig. Die Achse vor der Westwand weist zwei kleine, runde Fensteröffnungen auf.
Der im Grundriss viereckige, „gedrungene“ fünfgeschossige Glockenturm steht im Osten des Langhauses; das fünfte Geschoss ist an den Ecken abgeschrägt und mit einer spindelartigen Haube gekrönt, die ihren Abschluss in einer Wetterfahne und dem Markgrafenstern findet. Im Erdgeschoss des Turmes befindet sich der zum Langhaus hin vermauerte Chor, vor dem der Altar steht, über dem die Kanzel angebracht ist, deren Schalldeckelfigur über den runden Chorbogen hinausragt. Zu beiden Seiten des Altars führen Türen in den ehemaligen, als Sakristei genutzten Chor; in ihr befindet sich auch die zur Kanzel und weiter zum Glockenstuhl hinaufführende Treppe.
Die gefelderten Emporen befinden sich an der Süd-, West- und Nordwand des Langhauses; die Süd- und Nordempore endet jeweils eine Achse vor der Ostwand.

## Ausstattung
- „Kanzelaltar“, unterhalb der Kanzel barockes Kruzifix mit goldgefasstem Rankenwerk, begleitet von zwei leuchtertragenden Putten; auf dem Schalldeckel als Bekrönung ein weiterer Putto.
- Kanzel mit dreiseitigem Korpus mit Ecksäulchen und Laubwerkschnitzerei, um 1720,[8] rechts von ihr ein Lutherbild, links ein Philipp Melanchthonbild.
- In die nördliche Altarwand ist die Stifterfigur aus gefasstem Stein mit vierzeiliger Inschrift und Wappen des Kirchenstifters Franciscus Ainkurn von Wallerstein von 1371 eingelassen.[9]
- An der südlichen Altarwand Gedächtnistafel für Karolina Breit (1869–1919) mit großformatigem Gemälde des Gekreuzigten.
- Eine holzgeschnitzte, gefasste Pietà von 1470/80[3] hängt im Osten der nördlichen Langhauswand, der Künstler ist unbekannt.
- Steinmeyer-Orgel von 1904 im Orgelgehäuse von 1773 mit siebenteiligem, frühklassizistischem Prospekt mit vergoldeter Laubwerkschnitzerei.[10]

Ausstattung
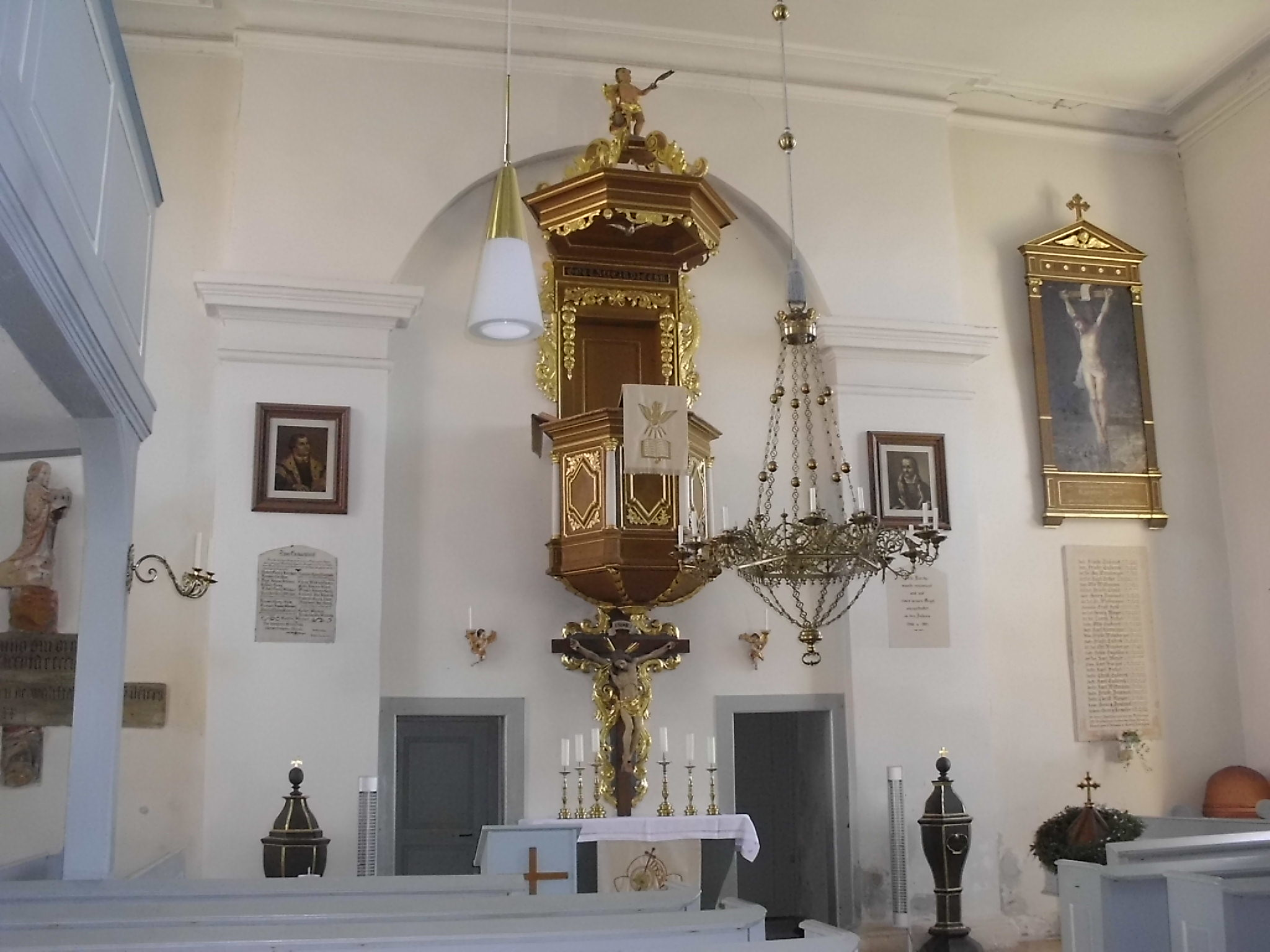
Blick zur Altarwand
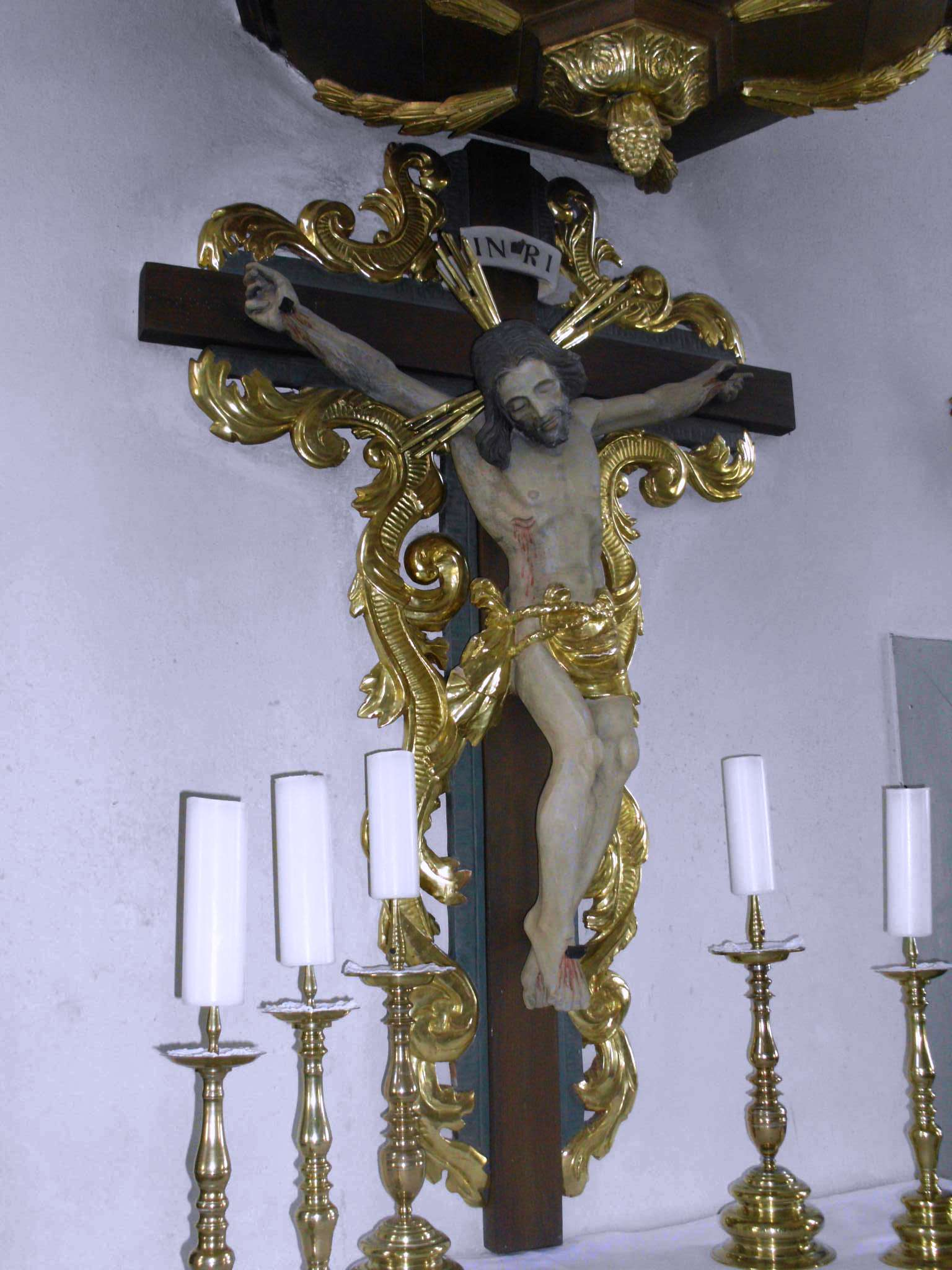
Kruzifix als Altarbild
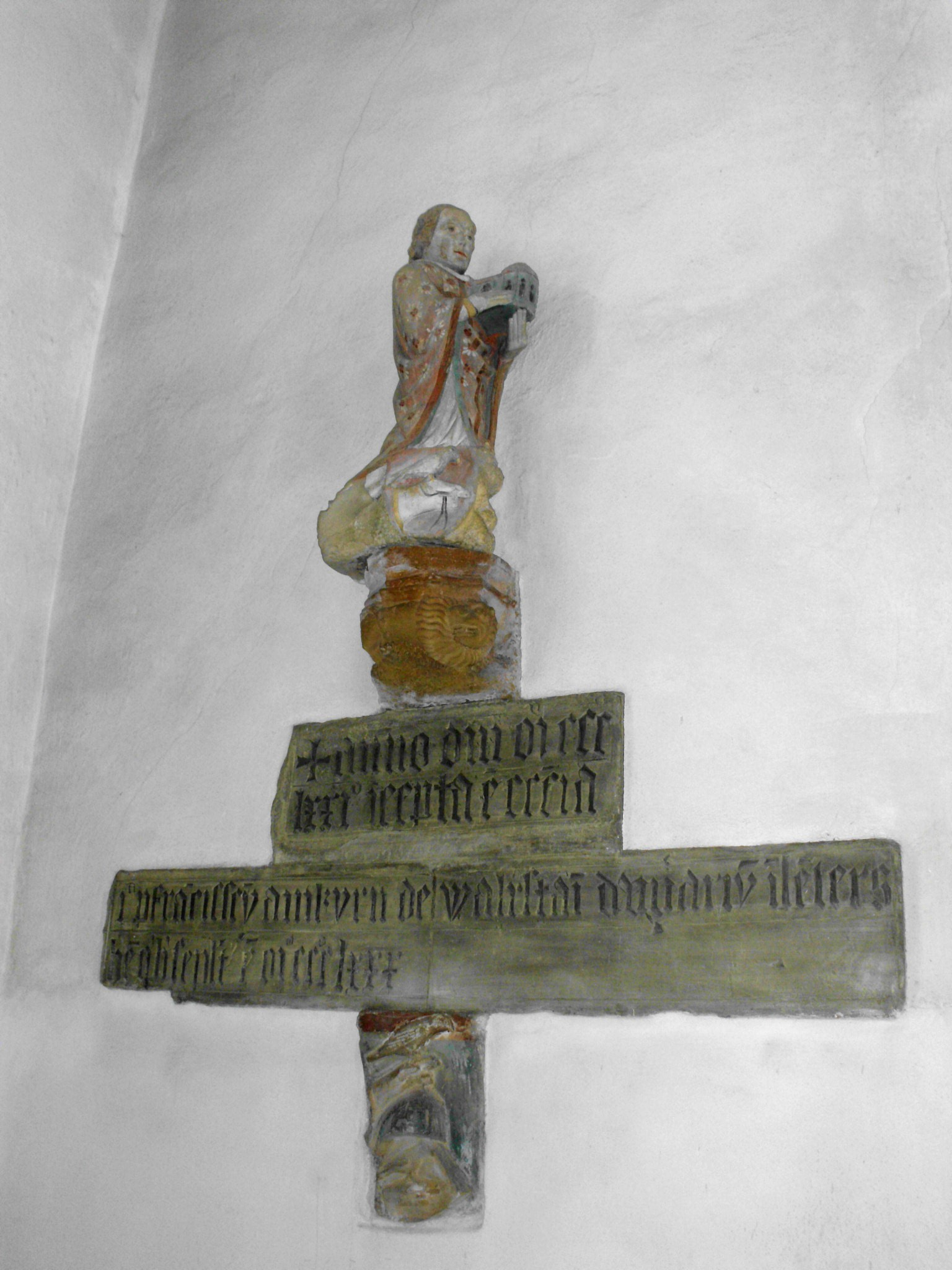
Stifterbild von 1371
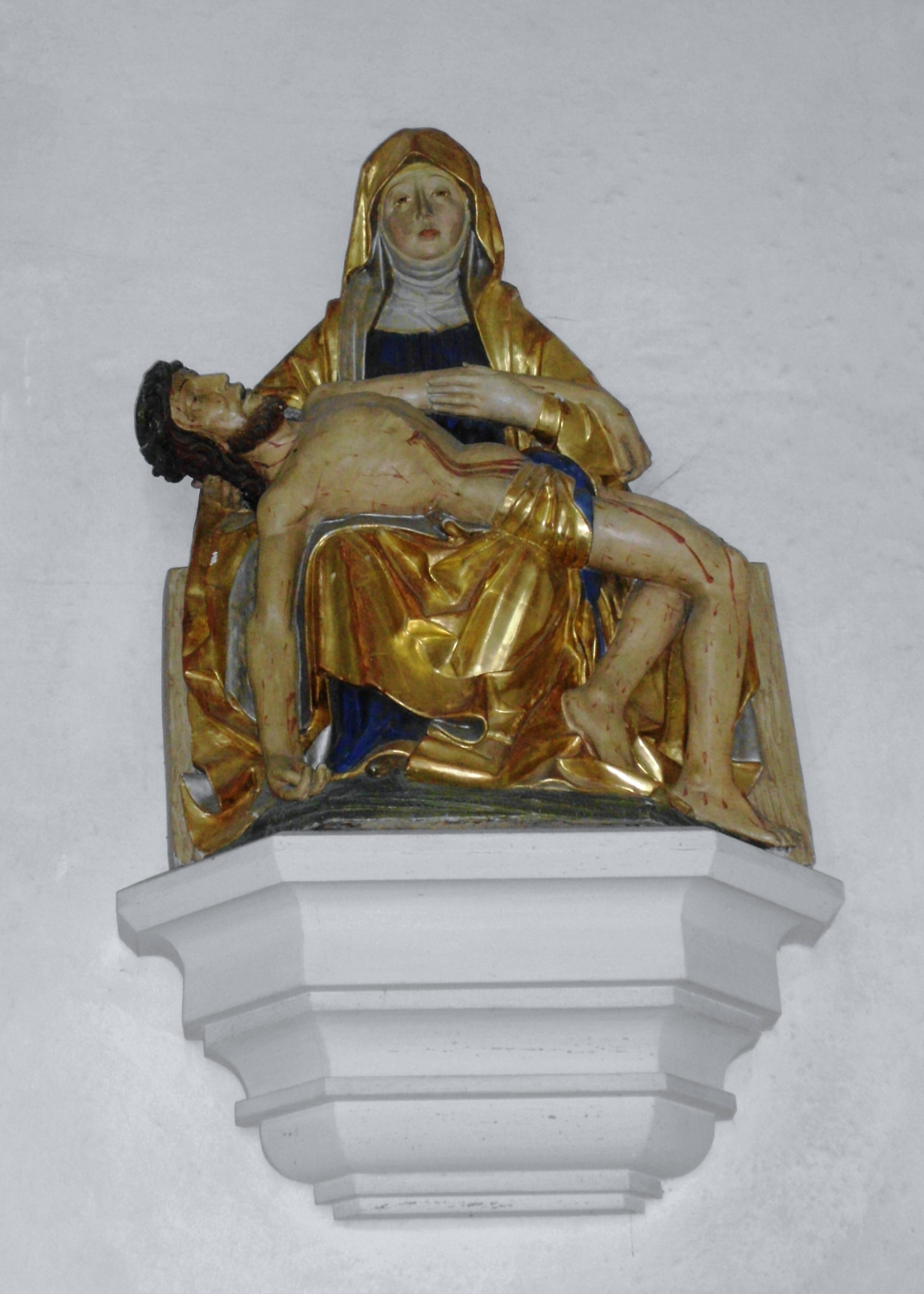
Pietà von 1470/80
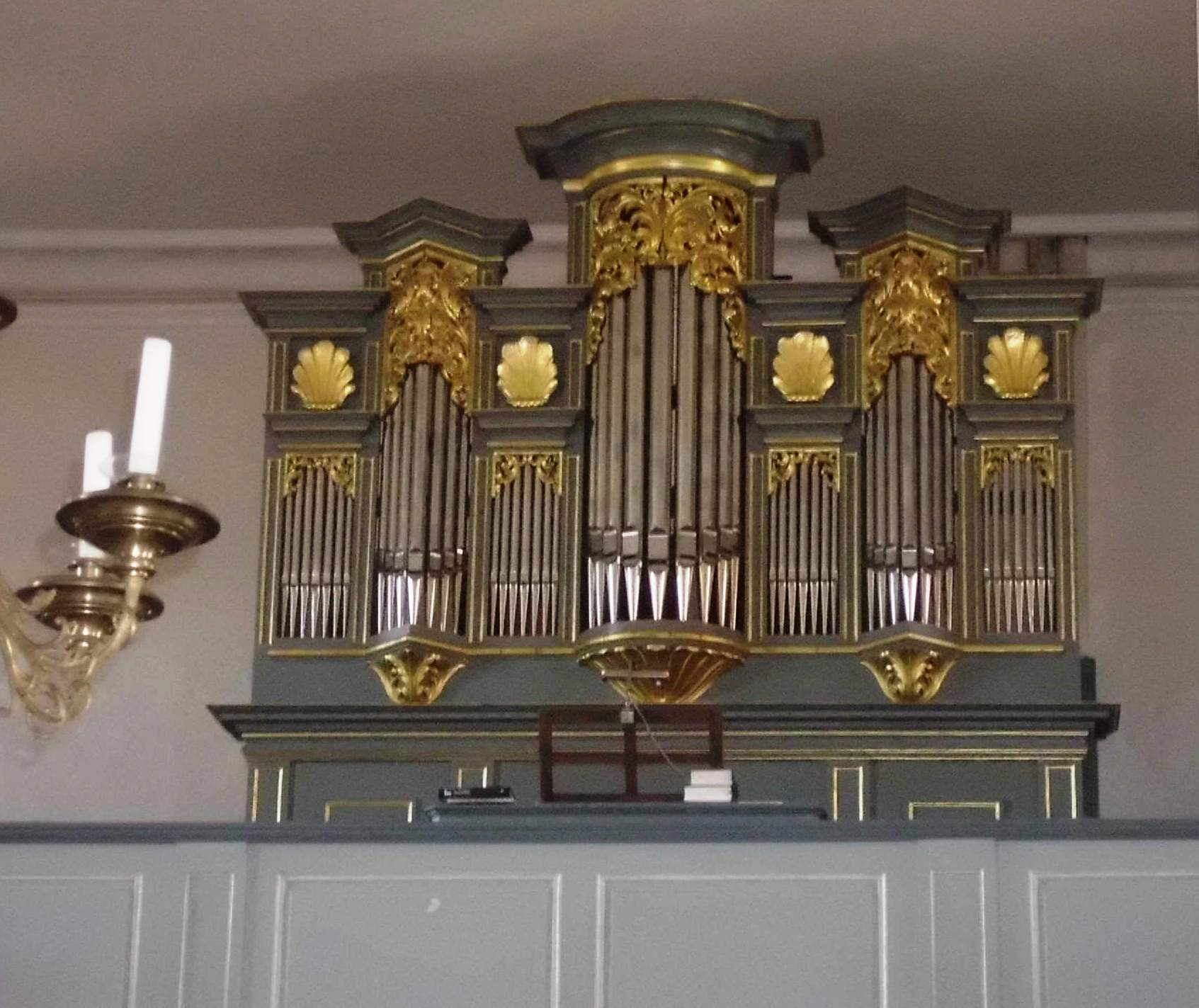
Orgelgehäuse von 1773